# Spodnja Besnica
Spodnja Besnica is een plaats in Slovenië en maakt deel uit van de gemeente Kranj in de NUTS-3-regio Gorenjska. De plaats telde 899 inwoners op 1 januari 2020.